# Adama Barrow
Adama Barrow (n. 15 februarie 1965, Mansajang Kunda⁠(d), Diviziunea Upper River, Gambia) este un om de afaceri și om de stat gambian, membru al Partidului Democrat Unit. A fost ales președinte al Republicii Gambia la 1 decembrie 2016. Învestirea sa în funcție, prevăzută pentru 19 ianuarie 2017, a fost inițial incertă, ca urmare a stării de urgență decretate de președintele în exercițiu Yahya Jammeh⁠(d) și a prelungirii cu trei luni a mandatului acestuia de către Adunarea Națională. Refugiat în Senegal, Adama Barrow a depus totuși jurământul la 19 ianuarie ca președinte al Republicii, la ambasada Gambiei, în timp ce statele din Africa Occidentală îl presau pe Yahya Jammeh să-i cedeze puterea. A fost reales cu prilejul alegerilor prezidențiale din decembrie 2021.

## Biografie
Adama Barrow s-a născut în 1965 în satul Mansajang Kunda (de), la periferia sudică a orașului Basse Santa Su, în estul Gambiei. Și-a urmat studiile la Koba Kunda, apoi la Banjul, înainte de a primi o bursă pentru a urma liceul musulman.

## Carieră profesională
Ulterior, lucrează pentru compania Alhagie Musa and Sons, ajungând director de vânzări. În 1996 devine militant al Partidului Democrat Unit (UDP). La începutul anilor 2000, părăsește Gambia și se mută la Londra, unde urmează cursuri în domeniul imobiliar, lucrând în același timp ca agent de securitate. Rămâne în Regatul Unit timp de trei ani și jumătate.
Devine apoi garda de corp a unui om de afaceri gambian, Momodou Moussa Ndiaye, tatăl soției fostului președinte Dawda Jawara (răsturnat de la putere în 1994 de locotenentul Yahya Jammeh⁠(d)), după care lansează o agenție imobiliară, obținând un anumit succes în domeniu.

## Carieră politică

### Alegerile prezidențiale din 2016
Adama Barrow a fost desemnat candidat unic al unei coaliții formate din șapte partide de opoziție pentru alegerile prezidențiale din 1 decembrie 2016. A câștigat alegerile din primul tur, obținând 43,3 % din voturi, în fața președintelui în exercițiu Yahya Jammeh, aflat la putere de 22 de ani, care a obținut 39,6 % din voturi. Al treilea candidat, Mammah Kandeh, a obținut 17,1 % din sufragii.
La 17 ianuarie 2017, Yahya Jammeh a instituit starea de urgență, iar a doua zi, Parlamentul i-a prelungit mandatul cu trei luni, până la 19 aprilie 2017.

### Președinte al Republicii

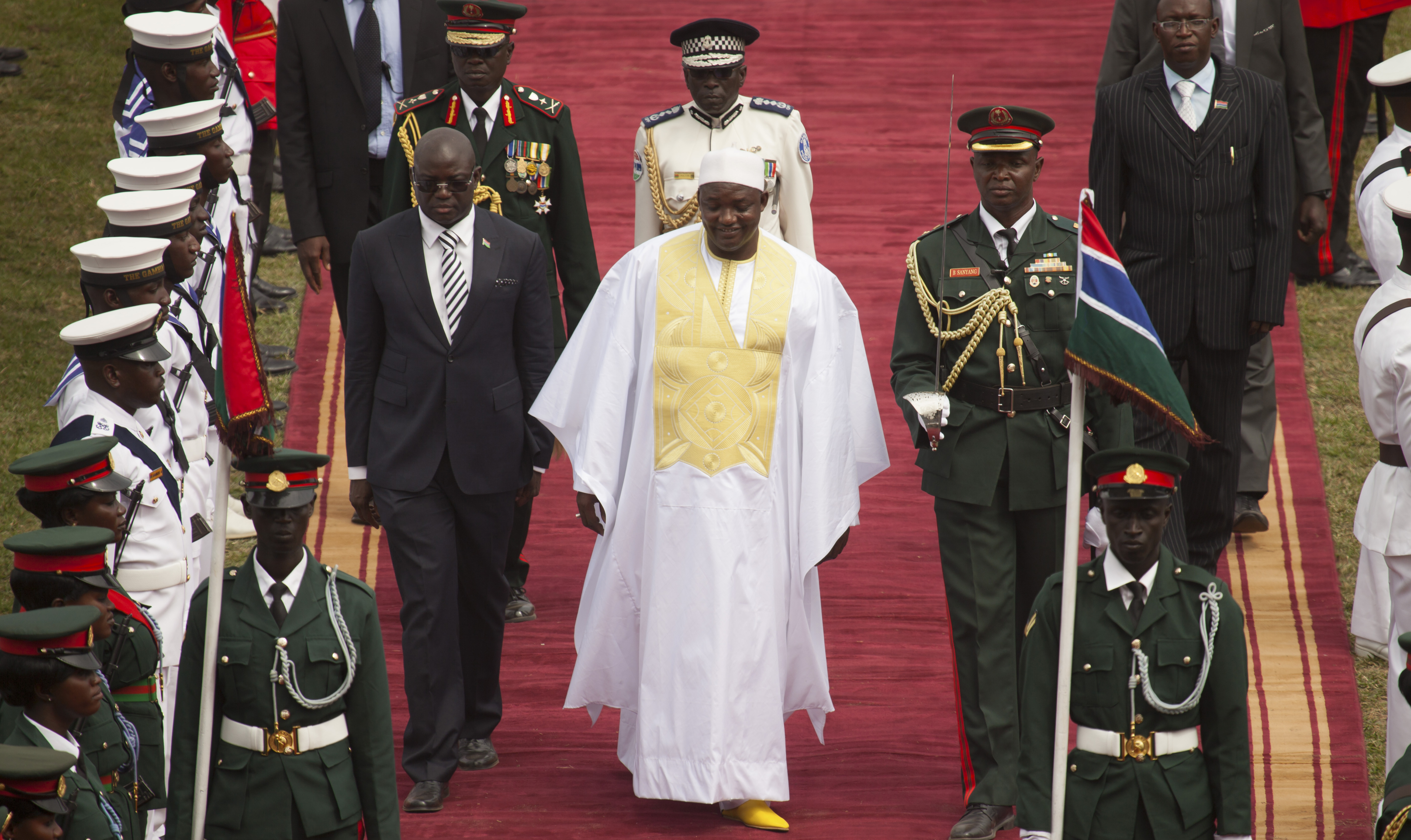
Inaugurarea lui Adama Barrow în 2017, în cadrul sărbătorilor independenței.

În data de 19 ianuarie, Adama Barrow depune jurământul la ambasada Gambiei din Dakar. În fața refuzului lui Yahya Jammeh de a-i preda puterea, în ciuda solicitărilor formulate de CÉDÉAO (Comunitatea Economică a Statelor din Africa de Vest), armata senegaleză pătrunde pe teritoriul gambian în cursul după-amiezii, într-o operațiune militară. În aceeași seară, șeful armatei gambiene, generalul Ousman Badjie, declară unor cetățeni occidentali că nu le va ordona soldaților săi să opună rezistență în cazul unei intervenții a trupelor africane. La 20 ianuarie, Yahya Jammeh acceptă să se retragă și să părăsească țara, în urma unei medieri a liderilor guineean Alpha Condé și mauritanian Mohamed Ould Abdel Aziz⁠(d). Pleacă în exil în seara următoare, spre Conakry, înainte de a se stabili în Guineea Ecuatorială.
La 23 ianuarie 2017, Adama Barrow o numește pe Fatoumata Tambajang⁠(d) în funcția de vicepreședintă. La 26 ianuarie, se întoarce în Gambia.
La 10 februarie 2017, în timpul rugăciunii de la moscheea King Fahd din Banjul, la care participă, Adama Barrow scapă unei tentative de asasinat. Agresorul, un anumit Babucarr Njie, declară că este militar în forțele armate gambiene, fost membru al gărzii apropiate a fostului președinte Yahya Jammeh. Este arestat de jandarmeria senegaleză în posesia unui pistol automat de calibru 9 mm, marca Helwan, cu un încărcător plin cu opt cartușe cu gloanțe reale.
La 18 februarie 2017, cu ocazia Zilei Naționale, are loc ceremonia oficială de învestitură, în cadrul căreia Adama Barrow depune din nou jurământul.
În martie 2017, un grup de susținători ai lui Barrow agresează un jurnalist în timpul unui interviu.
La 6 aprilie 2017, partidul său, PDU, câștigă 31 din cele 53 de locuri în cadrul alegerilor legislative. La 8 februarie 2018, Gambia aderă din nou la Commonwealth.
Ales pentru un mandat de cinci ani în fruntea unei coaliții de partide de opoziție, printre care și Partidul Democrat Unificat (UDP) al vicepreședintelui său Ousainou Darboe⁠(d), Adama Barrow revine, pe parcursul mandatului său, asupra promisiunii electorale de a se retrage după trei ani. Carta fondatoare a „Coaliției 2016” prevedea într-adevăr ca el să conducă un guvern provizoriu înainte de a se retrage pentru a lăsa locul unui scrutin prezidențial anticipat, la care toți candidații opoziției ar fi putut participa în condiții pe deplin libere și democratice, cu excepția președintelui în funcție.
Un grup de partide politice și organizații ale societății civile organizează în cursul anului 2019 manifestații importante sub denumirea „Three Years Jotna” („Trei ani, e timpul”, într-un amestec de engleză și wolof). Protestatarii cer plecarea sa de la putere la data celei de-a treia aniversări a preluării mandatului, 19 ianuarie 2020, însă se confruntă cu un refuz categoric din partea lui Barrow, care își reafirmă intenția de a-și continua mandatul și chiar de a candida la alegerile prezidențiale din 2021.
La sfârșitul lunii ianuarie 2020, imediat după o manifestație care a degenerat în revoltă, guvernul adoptă o linie represivă împotriva contestatarilor, efectuând aproximativ o sută de arestări, închizând două posturi de radio și promițând „consecințe grave” tuturor celor care susțin mișcarea, care este oficial interzisă.
Între timp, în iulie 2018, guvernul începe redactarea unui proiect de nouă constituție, care prevede instituirea unor mecanisme reale de separare a puterilor, precum și limitarea mandatului președintelui la cinci ani, reînnoibil o singură dată, printr-un scrutin în două tururi în loc de unul singur. În conformitate cu constituția din 1997, proiectul trebuie aprobat cu o majoritate calificată de trei pătrimi din parlamentari, înainte de a putea fi eventual supus unui referendum.
Cei 58 de membri ai Adunării Naționale se dezbină însă asupra problemei retroactivității limitării la două mandate, care i-ar putea permite lui Adama Barrow să obțină un al treilea mandat dacă primul său, început sub o versiune anterioară a constituției, nu ar fi luat în calcul. Aceste disensiuni îl determină pe Adama Barrow să-l demită pe Ousainou Darboe⁠(d), precum și mai mulți miniștri ai UDP, la 15 februarie 2019, înainte de a înființa, zece luni mai târziu, propriul său partid, Partidul Național al Poporului (NPP).
Proiectul noii constituții este în cele din urmă respins în a doua lectură la 22 septembrie 2020, doar 31 de deputați votând pentru — față de 23 împotrivă și 4 abțineri —, departe de majoritatea necesară de 44 de voturi. Oponenții proiectului reunesc atunci susținători ai fostului președinte Yahya Jammeh, precum și pe unii dintre susținătorii lui Adama Barrow însuși, ceea ce duce la acuzații împotriva acestuia din urmă că ar fi organizat eșecul proiectului și că ar urma o „tendință recurentă de a mima sistemul lăsat de fostul regim”.
În septembrie 2021, Adama Barrow și Alianța Patriotică pentru Reorientare și Reconstrucție (APRC) a fostului președinte Yahya Jammeh⁠(d) încheie o alianță. Acesta din urmă dezavuează public acordul — despre care declară că a fost încheiat fără ca el să fie informat — și îl determină pe președintele APRC, Fabakary Tombong Jatta, să demisioneze. Acest dezacord duce la o sciziune în cadrul APRC, cu formarea unor facțiuni rivale între fidelii lui Jammeh, care îndeamnă la vot pentru Mammah Kandeh, și cei care își reafirmă dorința de a respecta acordul.
Adama Barrow este reales președinte al Gambiei în decembrie, cu 53 % din voturi. Depune jurământul și își începe al doilea mandat la 19 ianuarie 2022.
La 21 decembrie 2022, guvernul Gambiei anunță că a dejucat o tentativă de lovitură de stat militară, care ar fi avut loc cu o zi înainte. Fostul ministru al Afacerilor Prezidențiale, Momodou Sabally, precum și mai mulți soldați au fost arestați și interogați.

## Viața personală
Adama Barrow are două soții și cinci copii. La 15 ianuarie 2017, fiul său Habib, în vârstă de 8 ani, moare după ce a fost atacat de mai mulți câini.

## Distincții și recunoașteri
Mare Cruce a Ordinului Național al Meritului al Republicii Guineea.